# 勇翔
勇翔（1993年2月5日—）是日本的演員、藝人， 中京圈的當地男子團體BOYS AND MEN的成員之一。暱稱為ゆうぴん
長野県出身。隸屬於FORTUNE ENTERTAINMENT INC.。。身高178cm。在BOYS AND MEN中的代表色為深藍和白色。